# 25. Turniej Czterech Skoczni
25. Turniej Czterech Skoczni rozgrywany był od 30 grudnia 1976 do 6 stycznia 1977.
Turniej wygrał  Jochen Danneberg.

## Oberstdorf
Data: 30 grudnia 1976

Państwo:  RFN

Skocznia: Schattenbergschanze

### Wyniki konkursu
| Poz. | Imię i nazwisko  | Narodowość     | Punkty |
| ---- | ---------------- | -------------- | ------ |
| 1.   | Toni Innauer     | Austria        | 255,6  |
| 2.   | Jochen Danneberg | NRD            | 253,7  |
| 3.   | Walter Steiner   | Szwajcaria     | 252,3  |
| 4.   | Harald Duschek   | NRD            | 248,2  |
| 5.   | Henry Glaß       | NRD            | 239,4  |
| 6.   | Alois Lipburger  | Austria        | 236,6  |
| 7.   | Jouko Törmänen   | Finlandia      | 235,3  |
| 8.   | František Novák  | Czechosłowacja | 232,5  |
| 9.   | Reinhold Bachler | Austria        | 230,9  |
| 10.  | Johan Sætre      | Norwegia       | 229,8  |

## Garmisch-Partenkirchen
Data: 1 stycznia 1977

Państwo:  RFN

Skocznia: Große Olympiaschanze

### Wyniki konkursu
| Poz. | Imię i nazwisko  | Narodowość | Punkty |
| ---- | ---------------- | ---------- | ------ |
| 1.   | Jochen Danneberg | NRD        | 235,2  |
| 2.   | Toni Innauer     | Austria    | 222,3  |
| 3.   | Harald Duschek   | NRD        | 220,5  |
| 4.   | Henry Glaß       | NRD        | 219,3  |
| 5.   | Johan Sætre      | Norwegia   | 213,5  |
| 6.   | Walter Steiner   | Szwajcaria | 212,7  |
| 7.   | Alois Lipburger  | Austria    | 211,9  |
| 8.   | Alfred Pungg     | Austria    | 209,4  |
| 9.   | Jürgen Thomas    | NRD        | 208,6  |
| 10.  | Martin Weber     | NRD        | 208,3  |

## Innsbruck
Data: 4 stycznia 1977

Państwo:  Austria

Skocznia: Bergisel

### Wyniki konkursu
| Poz. | Imię i nazwisko   | Narodowość     | Punkty |
| ---- | ----------------- | -------------- | ------ |
| 1.   | Henry Glaß        | NRD            | 235,2  |
| 2.   | Walter Steiner    | Szwajcaria     | 226,3  |
| 3.   | Toni Innauer      | Austria        | 217,3  |
| 4.   | Klaus Tuchscherer | Austria        | 216,4  |
| 5.   | Reinhold Bachler  | Austria        | 216,1  |
| 6.   | Jochen Danneberg  | NRD            | 213,9  |
| 7.   | Jurij Iwanow      | ZSRR           | 213,5  |
| 8.   | Alfred Pungg      | Austria        | 207,9  |
| 9.   | Ján Tánczos       | Czechosłowacja | 203,5  |
| 10.  | Thomas Meisinger  | RFN            | 203,1  |

## Bischofshofen
Data: 6 stycznia 1977

Państwo:  Austria

Skocznia: Paul-Ausserleitner-Schanze

### Wyniki konkursu
| Poz. | Imię i nazwisko   | Narodowość | Punkty |
| ---- | ----------------- | ---------- | ------ |
| 1.   | Walter Steiner    | Szwajcaria | 220,4  |
| 2.   | Karl Schnabl      | NRD        | 217,0  |
| 3.   | Jochen Danneberg  | NRD        | 215,7  |
| 4.   | Thomas Meisinger  | NRD        | 211,6  |
| 5.   | Klaus Tuchscherer | Austria    | 207,5  |
| 6.   | Harald Duschek    | NRD        | 204,4  |
| 7.   | Per Bergerud      | Norwegia   | 200,2  |
| 8.   | Henry Glaß        | NRD        | 200,1  |
| 9.   | Martin Weber      | NRD        | 198,1  |
| 10.  | Hans Millonig     | Austria    | 196,1  |

## Klasyfikacja generalna
| Poz. | Skoczek          | Kraj       | Punkty |
| ---- | ---------------- | ---------- | ------ |
| 1.   | Jochen Danneberg | NRD        | 918,5  |
| 2.   | Walter Steiner   | Szwajcaria | 911,7  |
| 3.   | Henry Glaß       | NRD        | 892,4  |
| 4.   | Toni Innauer     | Austria    | 876,0  |
| 5.   | Harald Duschek   | NRD        | 875,8  |
| 6.   | Thomas Meisinger | NRD        | 845,7  |
| 7.   | Karl Schnabl     | Austria    | 844,7  |
| 8.   | Reinhold Bachler | Austria    | 828,8  |
| 9.   | Alfred Pungg     | Austria    | 827,1  |
| 10.  | Martin Weber     | NRD        | 818,7  |